# Laura Garófano
Laura Garófano Escudier (Cádiz, 1976) es una periodista española.

## Biografía
Nacida en Cádiz, aunque natural de San Fernando, Laura Garófano cursó la carrera de Periodismo en la Universidad de Málaga, de la que se licenció en el año 2002.
Comenzó su andadura profesional en Diario de Sevilla, y Publicaciones del Sur, trabajó, durante 10 años, en el gabinete de prensa de la Alcaldía de Cádiz, hasta 2015. Corresponsal en Cádiz del diario El Mundo desde febrero de 2016, también colaboró habitualmente con Crónica, el suplemento dominical de reportajes de la misma cabecera, en el que escribió artículos y reportajes en todas sus secciones, puestos que compaginó con su labor de directora de comunicación y de asesoría externa en varias empresas y entidades. Desde junio de 2021 desempeña su labor profesional en el periódico digital El ESPAÑOL en las secciones de Reportajes y Portfolio. También es colaboradora en tertulias de televisión y radio en la RTVA, la televisión pública andaluza.
Fue la periodista que primero informó de los contactos de Bildu con los presos de ETA para comunicarles su acercamiento a las cárceles del País Vasco, como paso previo a las transferencias en materia penitenciaria del Gobierno de Pedro Sánchez al Gobierno vasco.
En 2019 fue galardonada por el Premio Luis Portero de Periodismo por su labor divulgativa y rigor periodístico por el reportaje "El riñón que más me ha costado perder fue el de mi madre" y, en 2021, fue su artículo "Los conejos radioactivos de Palomares" el que le valió para ser galardonada con el Premio Cádiz de Periodismo por la búsqueda constante de nuevos temas, además de la innovación en cada trabajo. En 2024 fue finalista del Premio Internacional de Periodismo "Colombine" por el reportaje "Invisibles y muertas de miedo".

## Premios
- 2017: Accésit al Premio Cádiz de Periodismo[9]por el artículo "El naufragio del niño Samuel".[Notas 4]
- 2017: Mención Especial del Jurado del Premio Nacional Puerto de Cádiz "Diego Fernández Montañés"[10]por el artículo "La verdad de la familia de los estibadores".[Notas 5]
- 2018: Accésit Premio de Periodismo Foro Europeo ‘Transfiere’[11] por el artículo "Hyperloop, la cápsula gaditana que levita a 1.200 km/h".[Notas 6]
- 2019: Primer Accésit Premio Nacional de Periodismo Francisco Valdés[12]por el artículo "Tío Curro es el Gandalf de Tolkien".[Notas 7]
- 2019: Premio Luis Portero de Periodismo[13][14]por su labor divulgativa y rigor periodístico, por el reportaje "El riñón que más me ha costado perder fue el de mi madre".[Notas 1]
- 2021: Premio Cádiz de Periodismo[15]por el reportaje publicado en el dominical Crónica de El Mundo "Los conejos radiactivos en Palomares".[Notas 2]
- 2024: Finalistas del XII Premio Internacional de Periodismo "Colombine"[16]por el artículo "Invisibles y muertas de miedo".[Notas 3]

### Artículos premiados
1. 1 2  «"El riñón que más me ha costado perder fue el de mi madre"». ELMUNDO. 6 de junio de 2018. Consultado el 4 de julio de 2024.
2. 1 2  «Los conejos radiactivos de Palomares». ELMUNDO. 14 de marzo de 2021. Consultado el 4 de julio de 2024.
3. 1 2  «Invisibles y muertas de miedo, así viven las mujeres sin techo como Puri o Ana: "Te emparejas para no te violen"». El Español. 21 de enero de 2023. Consultado el 4 de julio de 2024.
4. ↑  «El naufragio del niño Samuel». ELMUNDO. 5 de febrero de 2017. Consultado el 4 de julio de 2024.
5. ↑  «La verdad de la familia de los estibadores». ELMUNDO. 21 de febrero de 2017. Consultado el 4 de julio de 2024.
6. ↑  «La cápsula de Cádiz que levita a 1.200 km/h». ELMUNDO. 8 de octubre de 2018. Consultado el 4 de julio de 2024.
7. ↑  «Tío Curro es el Gandalf de Tolkien». ELMUNDO. 29 de agosto de 2018. Consultado el 4 de julio de 2024.